# Championnat de France des rallyes 2005
Navigation
Édition précédente Édition suivante

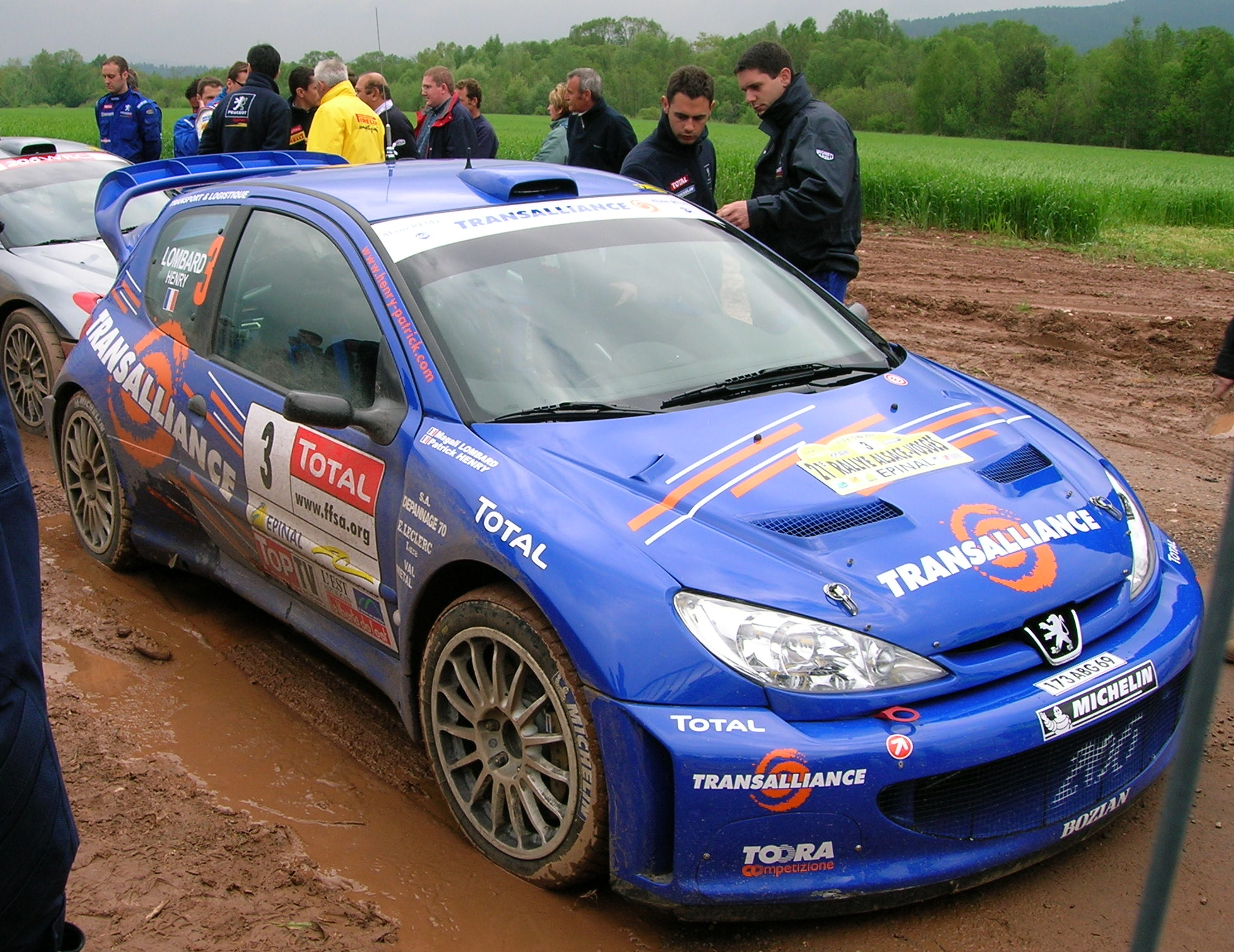
Patrick Henry, deuxième du championnat, au Rallye Alsace-Vosges

La saison 2005 du Championnat de France des rallyes sacra Nicolas Bernardi comme champion de France des Rallyes devant Patrick Henry, tous deux sur des Peugeot 206 WRC couvées par le Bozian Racing.

## Réglementation 2005
voici quelques points principaux de la réglementation 2005 :
- Barème des points :

Ils sont attribués au scratch et à la classe selon le système suivant :
| Place   | 1er | 2e | 3e | 4e | 5e | 6e | 7e | 8e |
| ------- | --- | -- | -- | -- | -- | -- | -- | -- |
| Général | 10  | 8  | 6  | 5  | 4  | 3  | 2  | 1  |
| Classe  | 10  | 8  | 6  | 5  | 4  | 3  | 2  | 1  |

Sur huit manches, seuls les six meilleurs résultats sont retenus. Il faut être inscrit au championnat pour marquer des points. Les pilotes non-inscrits sont « transparents » en termes de points. Si une classe a moins de cinq partants, les points attribué à celle-ci sont divisés par deux. L'inscription au championnat est de 300 €.
- Véhicules admis :

Autos conformes à la réglementation technique en cours des groupes A/FA (y compris les WRC, Super 1600 et Kit-car) , N/FN, F2000 et GT de série.
- Parcours

Le kilométrage total chronométré doit être égale à 220km à plus ou moins 10 %. Le nombre de passage dans une épreuve spéciale est limité à trois. Un rallye doit être composé d'au minimum 10 épreuves chronométrées.
- Reconnaissances :

Elles sont limités à trois passages par épreuves chronométrées.

## Rallyes de la saison 2005
| N° | Dates                    | Rallye                    | Vainqueur        | Copilote         | Voiture            |
| 1  | 22 avril-23 avril        | Rallye Lyon-Charbonnières | Nicolas Vouilloz | Patrick Pivato   | Subaru Impreza WRC |
| 2  | 13 mai-15 mai            | Rallye Alsace-Vosges      | Nicolas Bernardi | Jean-Marc Fortin | Peugeot 206 WRC    |
| 3  | 10 juin-12 juin          | Rallye du Limousin        | Patrick Henry    | Magali Lombard   | Peugeot 206 WRC    |
| 4  | 8 juillet-10 juillet     | Rallye du Rouergue        | Patrick Henry    | Magali Lombard   | Peugeot 206 WRC    |
| 5  | 9 septembre-11 septembre | Rallye du Mont-Blanc      | Nicolas Bernardi | Jean-Marc Fortin | Peugeot 206 WRC    |
| 6  | 7 octobre-9 octobre      | Rallye du Touquet         | Nicolas Bernardi | Jean-Marc Fortin | Peugeot 206 WRC    |
| 7  | 4 novembre-6 novembre    | Critérium des Cévennes    | Nicolas Bernardi | Jean-Marc Fortin | Peugeot 206 WRC    |
| 8  | 25 novembre-27 novembre  | Rallye du Var             | Nicolas Bernardi | Jean-Marc Fortin | Peugeot 206 WRC    |

## Classement du championnat
| Place | Pilote             | Voiture                          | 1   | 2   | 3   | 4   | 5   | 6   | 7   | 8   | Points |
| ----- | ------------------ | -------------------------------- | --- | --- | --- | --- | --- | --- | --- | --- | ------ |
| 1er   | Nicolas Bernardi   | Peugeot 206 WRC                  | ab  | 1er | 2e  | 2e  | 1er | 1er | 1er | 1er | 116    |
| 2e    | Patrick Henry      | Peugeot 206 WRC                  | 2e  | 2e  | 1er | 1er | ab  | 2e  | 2e  | ab  | 104    |
| 3e    | Bryan Bouffier     | Peugeot 206 S1600                | 5e  | 5e  | 5e  | ab  | 5e  | 9e  | ab  | 6e  | 73     |
| 4e    | Nicolas Vouilloz   | Subaru Impreza WRC               | 1er | 3e  | ab  |     |     |     |     |     | 64     |
| 4e    | Nicolas Vouilloz   | Škoda Fabia WRC                  |     |     |     |     | 2e  |     | ab  | 2e  | 64     |
| 5e    | Cédric Robert      | Renault Clio S1600               | ab  | ab  | 4e  | 5e  | 4e  |     | 3e  | ab  | 60     |
| 6e    | Pascal Enjolras    | Peugeot 306 Maxi                 | 9e  | 7e  | 6e  | 7e  | 6e  |     | ab  | 5e  | 58     |
| 7e    | Jérôme Galpin      | Peugeot 206 WRC                  | ab  | 4e  | 3e  | 4e  | 3e  |     |     | 4e  | 55     |
| 8e    | Lionel Nicolas     | Renault Clio II RS Ragnotti Gr N | 30e | 30e | 28e | 22e |     | 27e | 10e | 19e | 52     |
| 9e    | Eddie Mercier      | Renault Clio II RS Ragnotti Gr N | ab  | 18e | ab  |     | ab  | 22e | 8e  | 13e | 51     |
| 10e   | Frédéric Cappuccio | Peugeot 206 RC Gr N              | 35e | 17e | 16e | 14e | 12e | ab  | ab  | ab  | 46     |

## Autres championnats/coupes sur asphaltes
- Trophée Michelin : 
  - 1er  Pascal Enjolras sur Peugeot 306 Maxi avec 54pts
  - 2e  Eric Mauffrey sur Subaru Impreza avec 40pts
  - 3e  Jean-Nicolas Hot sur Toyota Celica GT4 avec 23pts

- Championnat de France des Rallyes-Copilotes :
  - 1er  Jean-Marc Fortin avec 116pts
  - 2e  Magali Lombard avec 104pts
  - 3e  Patrick Pivato avec 64pts

- Renault Clio Cup :
  - 1er  Arnaud Augoyard avec 220pts
  - 2e  Pierre Marché avec 212pts
  - 3e  Henri-Marc Venturini avec 190pts

- Coupe Peugeot 206 : 
  - 1er  Philippe Aragneau avec 143pts
  - 2e  Lionel Montagne avec 128pts
  - 3e  Franck Véricel avec 103pts

- Challenge Citroën C2 : 
  - 1er  Julien Pressac avec 282pts
  - 2e  Pascal Mackerer avec 210pts
  - 3e  Fabiano Lo Fiego avec 190pts